# Championnat d'Irlande de football 1937-1938
Navigation
Édition précédente Édition suivante
Le Championnat d'Irlande de football 1937-1938 est la dix-septième édition du championnat d'Irlande de football. Il est remporté par Shamrock Rovers.

## Les 11 clubs participants
- Bray Bohemians
- Brideville Football Club
- Cork Football Club
- Drumcondra Football Club
- Dundalk FC
- Limerick Football Club
- Saint James's Gate Football Club
- Shamrock Rovers Football Club
- Shelbourne Football Club
- Sligo Rovers Football Club
- Waterford Football Club

## Classement
| Place | Club                  | Points | Victoires | Nuls | Défaites | Buts pour | Buts contre | Différence |
| ----- | --------------------- | ------ | --------- | ---- | -------- | --------- | ----------- | ---------- |
| 1er   | Shamrock Rovers       | 32     | 14        | 4    | 4        | 71        | 47          | +24        |
| 2e    | Waterford FC          | 31     | 13        | 5    | 4        | 76        | 40          | +36        |
| 3e    | Dundalk FC            | 30     | 13        | 4    | 5        | 53        | 29          | +24        |
| 4e    | Brideville FC         | 29     | 12        | 5    | 5        | 51        | 35          | +16        |
| 5e    | Saint James's Gate FC | 27     | 13        | 1    | 8        | 65        | 40          | +25        |
| 6e    | Sligo Rovers          | 19     | 7         | 5    | 10       | 55        | 61          | -6         |
| 7e    | Bray Bohemians        | 17     | 7         | 3    | 12       | 55        | 60          | -5         |
| 8e    | Shelbourne FC         | 21     | 9         | 3    | 10       | 53        | 48          | +5         |
| 9e    | Limerick FC           | 17     | 6         | 5    | 11       | 34        | 43          | -9         |
| 10e   | Cork FC               | 13     | 6         | 1    | 15       | 38        | 78          | -40        |
| 11e   | Drumcondra FC         | 13     | 5         | 3    | 14       | 32        | 67          | -34        |

## Source
- (en) Alex Graham, Football in the Republic of Ireland : a Statistical Record 1921–2005, Soccer Books Ltd, novembre 2005, 142 p. (ISBN 978-1862231351).